# De scheiding en andere liefdesverhalen
De scheiding en andere liefdesverhalen is een verhalenbundel uit 2013 van de Nederlandse schrijver Robert Vuijsje, met daarin drie verhalen die de liefde als thema hebben. Het titelverhaal speelt zich grotendeels af op Aruba, de anderen in Amsterdam. Het boekje verscheen bij De Bijenkorf als jaarlijkse uitgave ter gelegenheid van de Literaire boekenmaand.

## Inhoud
De bundel bestaat uit drie novellen of verhalen, waarvan het titelverhaal het omvangrijkst is.

### Personages 'De scheiding'
- Rafael, veertigjarige makelaar, afkomstig uit Leiden maar sinds twaalf jaar woonachtig in Amsterdam. Ligt in scheiding met Henriëtte, van wie hij twee kinderen heeft.
- Jimmy, Antilliaanse huisarts met praktijk aan de Apollolaan in Amsterdam-Zuid.
- Machete, barkeeper in bordeel te San Nicolas op Aruba.
- Nemesis, Colombiaanse prostituee in San Nicolas.

### Samenvatting 'De scheiding'
Rafael komt met een enkelblessure bij de dokter en weet niet dat die zijn praktijk heeft overgedaan aan de Antilliaanse Jimmy. Jimmy ziet in de niet uit Amsterdam afkomstige Rafael een mede-buitenstaander en nodigt hem uit eens mee op stap te gaan naar de studentendiscotheek Dansen bij Jansen. Als ze er zijn, voelt Rafael zich hier te oud voor en ergert zich aan de luide muziek. Bovendien overdenkt hij dat hij geen behoefte meer heeft aan de prikkels waarnaar Jimmy op zoek is. Jimmy vraagt hem of hij eigenlijk wel leeft. Jimmy heeft geen vaste relatie, Rafael wel. Rafael en Jimmy vermoeden van elkaar dat de ander hem zijn leven benijdt. De vriendschap ontwikkelt zich zodanig dat ze aan weinig woorden genoeg hebben om een goede sfeer te hebben, elk jaar gaat het duo een weekend naar Spanje of Italië.
Drie jaar na het eerste bezoek aan Jimmy zit Rafael opnieuw in de wachtkamer, ditmaal om doorverwezen te worden naar een psycholoog. Zijn vrouw Henriëtte wil namelijk van hem scheiden. Jimmy meent echter dat het een beter idee is samen naar Aruba te gaan en daar bij te praten. In het vliegtuig licht Jimmy Rafael in over de verschillen tussen Curaçao en Aruba. Op het eerste eiland is de bevolking zwart, op het tweede indiaans en niet van latino te onderscheiden.
Op Aruba aangekomen, gaan ze eerst naar een overwegend door Amerikaanse toeristen bezochte bar en vervolgens naar een adres waar veel bezoekers rond de twintig zijn. Jimmy spreekt een lichtbruin meisje in een afgeknipte spijkerbroek aan: '"Heb je iets Antilliaans in je?" vroeg Jimmy. Ze zei nee. Surinaams. "Wil je iets Antilliaans in je?"' Uiteindelijk neemt Jimmy Rafael mee naar San Nicolas, de enige plaats op Aruba waar prostitutie legaal is. Ze installeren zich aan de bar van een bordeel daar. Als Jimmy Nemesis ziet, een prostituee die net als zijn eerste vrouw in een roze minirok gekleed gaat, begint hij openhartig over zijn eerste huwelijk uit te weiden. Die eerste vrouw en dat eerste kind beschouwt hij nog steeds als zijn echte verwanten, want er is maar één eerste keer om je leven te delen. Vervolgens raadt hij Rafael af te gaan scheiden. Buiten wijst Jimmy aan waar hij is opgegroeid. Zijn vader had namelijk een baan op de raffinaderij te San Nicolas, maar liet zijn gezin daar achter toen hij na zijn ontslag terugging naar Curaçao, waarop Jimmy's moeder met de kinderen naar Amsterdam Zuid-Oost trok. Dan gaan ze weer naar binnen. Nemesis heeft de begeerte van Rafael opgewekt, maar Jimmy houdt hem tegen. 'De liefde gaat over het spel,' zegt hij. 'Zodra je betaalt is er geen spel meer. Zonder spel is er geen liefde.'

### Personages 'Het schilderij'
- Franco, 41-jarige kunstschilder die eigenlijk Frank heet.
- Liza, organiseert voor een pr-bureau bedrijfsfeesten, heet eigenlijk Liesbeth.
- Abel, oudere man die ze op een bruiloftsfeest in een feestzaal op een industrieterrein in Amsterdam-Noord leren kennen.

### Samenvatting 'Het schilderij'
Franco en Liza zijn al tien jaar samen en hebben elkaar leren kennen doordat Liza de feestelijke opening voor een tentoonstelling van Franco's werk organiseerde. Nu bezoeken een bruiloft op een bedrijventerrein in Amsterdam-Noord, waar een loods als partycentrum is ingericht. Franco dankt zijn beroemdheid aan slechts één schilderij, dat Het Schilderij wordt genoemd. In zijn overige werk stelt niemand belang. Op de bruiloft wordt hij herkend door een oudere gast, die zich introduceert als Abel en Franco vraagt voor vijftigduizend euro een naaktportret te schilderen van zijn ongeveer 75-jarige vrouw Victoria. De opdracht is dat Franco op basis van haar huidige uiterlijk een impressie moet schilderen van hoe ze er als achttienjarige uitgezien moet hebben. Het schilderij wordt in twee sessies gemaakt, waarna Abel het meeneemt, de verf nog nat. Het bedrag laat hij in een sporttas achter.

### Personages 'Is het omdat ik een vrouw ben?'
- Roderik, de ik-verteller, werkt bij een advocatenkantoor waar hij de medewerker is met de meeste gedeclareerde uren, op basis van rekeningen van elke zes minuten.
- Diederik, zijn naaste collega.
- Laura, blonde stagiaire bij een advocatenkantoor op de Zuidas, woont in Buitenveldert.
- Anika, blonde jurist bij een ander bureau, woont bij het Amsterdamse Vondelpark.

### Samenvatting 'Is het omdat ik een vrouw ben?'
Roderik werkt bij een advocatenkantoor aan de Amsterdamse Zuidas waar elke zes minuten wordt gedeclareerd, het meest door hemzelf en zijn collega Diederik. Roderik kent zijn vrouw Eline, met wie hij twintig jaar getrouwd is, van zijn studie. Recentelijk heeft Eline hem op overspel betrapt, omdat het navigatiesysteem in zijn auto naar de woning van zijn stagiaire Laura leidt. Vanwege zijn aanstaande echtscheiding stelt hij vragen aan Anika, een oud-studiegenoot die bij een ander kantoor werkt. 's Avonds gaan Roderik en Diederik stappen met hun stagiaire Laura. Zij en Roderik eindigen om elf uur in een Italiaans restaurant. Anika stuurt Roderik een gepeperde rekening waarin zij hem blijkt te hebben onderworpen aan de behandeling van elke zes minuten een factuur. Roderik, die op een vriendendienst van een oud-studiegenoot had gerekend, protesteert hiertegen, waarop Anika hem de vraag uit de titel stelt. Vanwege haar zakelijke houding loopt hij uit haar kantoor weg.

## Bron
- Robert Vuijsje, De scheiding en andere liefdesverhalen. Amsterdam: De Bijenkorf/Nijgh en Van Ditmar, 2013. ISBN 9789038898452